# Muntra fruarna i Windsor (opera)

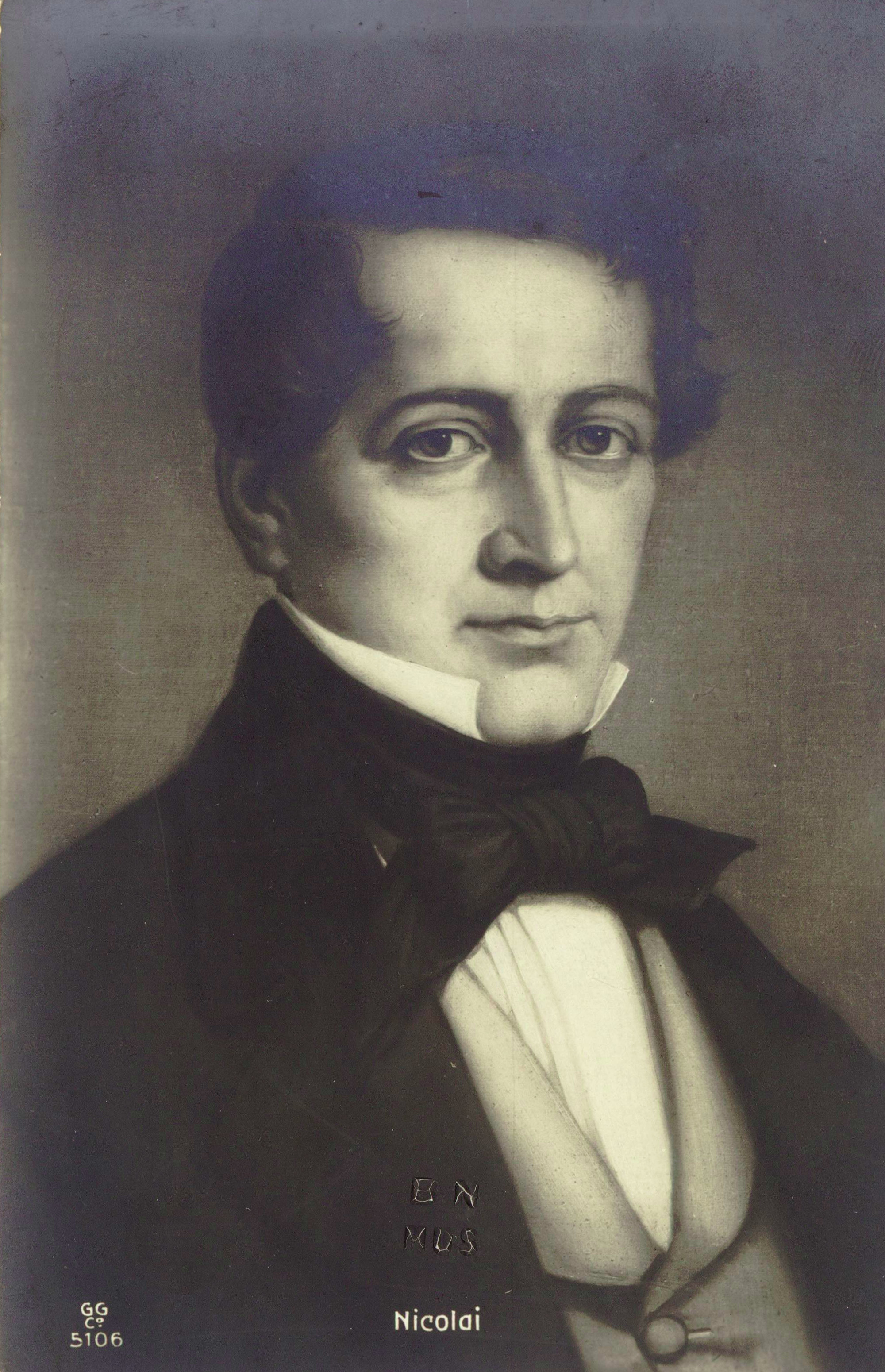
Otto Nicolai (1810-1849).

Muntra fruarna i Windsor (tyska: Die lustigen Weiber von Windsor) är en opera i tre akter med musik av Otto Nicolai och libretto av Salomon Hermann Mosenthal efter Shakespeares skådespel med samma namn.

## Historia
Nicolai komponerade operan åren 1845 till 1849. Han hade tidigare framgångsrikt komponerat några italienska operor, men detta skulle bli hans mästerverk på tyska. Det var först svårt att hitta en teater som var villig att inscenera verket, men när det väl hade skett på Königliches Opernhaus zu Berlin den 9 mars 1849 med komponisten själv som dirigent, så blev operan en stor framgång och den är fortfarande spelad. 1893 komponerade även Verdi med sin Falstaff en version av Shakespeares skådespel.
Den svenska premiären ägde rum på Stockholmsoperan den 18 maj 1857 och den iscensattes åter med premiär den 27 augusti 1912, den 25 november 1937 och den 13 november 1954.

## Roller
- Sir John Falstaff (bas)
- Fluth (baryton)
- Reich (bas)
- Fenton (tenor)
- Junker Spärlich (tenor)
- Doktor Cajus (bas)
- Fru Fluth (sopran)
- Fru Reich (mezzosopran)
- Anna Reich (sopran)

Vissa namn används endast i Tyskland. På svenska scener blir Fluth till Ström eller Flod, Reich blir Berg och Junker Spährlich blir Spinkel.

## Handling
Operans handling överensstämmer tämligen lika med handlingen i Shakespeares pjäs Muntra fruarna i Windsor.